# Maria Ştefan
Maria Ştefan   (Jurilovca, 16 de febrer de 1954), també coneguda amb el nom de casada Cosma i Mihoreanu, és una piragüista romanesa, especialista en aigües tranquil·les, que va competir entre mitjans de la dècada de 1970 i mitjans de la de 1980. La seva cunyada Maria Nichiforov també fou una destacada piragüista.
Durant la seva carrera esportiva va prendre part en tres edicions dels Jocs Olímpics d'Estiu, el 1976, 1980 i 1984. En 1976 fou cinquena i el 1980 quarta en la prova del K-1, 500 metres del programa de piragüisme. El 1984, a Los Angeles, guanyà la medalla d'or en la prova del K-4, 500 metres formant equip amb Agafia Constantin, Nastasia Ionescu i Tecla Marinescu.
En el seu palmarès també destaquen una medalla de plata i vuit de bronze al Campionat del Món de piragüisme en aigües tranquil·les entre 1973 i 1983.